# Simetrie (geometrie)

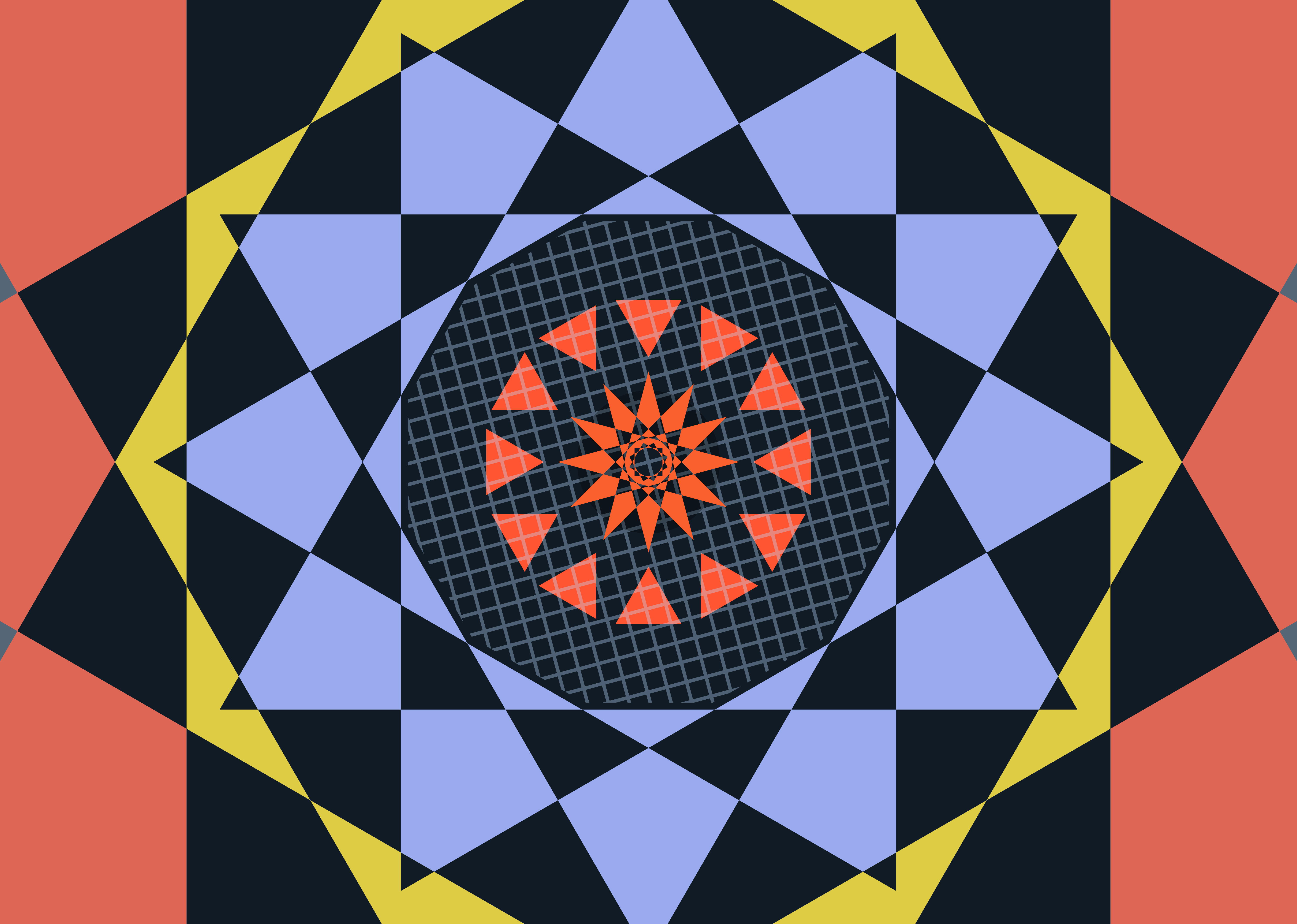
Diferite tipuri de simetrii, de reflexie, rotație sau translație

În geometrie, un obiect este simetric dacă există o operație sau transformare (cum ar fi o translație,  scalare, rotație sau reflexie) care aplică figura/obiectul pe sine însuși (adică obiectul are o invarianță în urma transformării). Astfel, o simetrie poate fi concepută ca o imunitate la schimbare. De exemplu, un cerc rotit în jurul centrului său va avea aceeași formă și dimensiune ca și cercul original, întrucât toate punctele sale nu ar putea fi deosebite înainte și după transformare. Se spune astfel că un cerc este simetric față de rotație sau că are simetrie de rotație. Dacă izometria este o reflexie a unei figuri plane față de o dreaptă, atunci se spune că figura are simetrie de reflexie, sau simetrie față de o axă. Este posibil ca o figură/obiect să aibă mai multe astfel de simetrii.
Tipurile de simetrii care sunt posibile pentru un obiect geometric depind de setul de transformări geometrice disponibile și de ce proprietăți ale obiectului ar trebui să rămână neschimbate după o transformare. Deoarece compunerea a două transformări este, de asemenea, o transformare, iar fiecare transformare are, prin definiție, o transformare inversă care o anulează, mulțimea de transformări pentru care un obiect este simetric formează un grup matematic, grupul de simetrie al obiectului.

## Simetriile euclidine în general
Cel mai comun grup de transformări aplicate obiectelor este grupul euclidian al „izometriilor”, care sunt transformări de conservare a distanței în spațiu denumite în mod obișnuit bidimensionale sau tridimensionale (adică în geometria plană sau geometria în spațiu euclidiană). Aceste izometrii constau din reflexii, rotații, translații și compuneri  ale acestor operații de bază. În cazul unei transformări izometrice se spune că un obiect geometric este simetric dacă după transformare el nu se distinge de cel dinaintea transformării. Un obiect geometric este de obicei simetric numai pentru un subset sau „subgrup” al tuturor izometriilor. Tipurile de subgrupuri de izometrii sunt descrise mai jos, urmate de alte tipuri de grupuri de transformare și de tipurile de invarianță a obiectelor care sunt posibile în geometrie.
Conform teoremei Cartan–Dieudonné, o transformare ortogonală în spațiul n-dimensional poate fi reprezentat prin compunerea a cel mult n reflexii.
|          | 1D       | 1D         | 2D       | 2D                   | 3D                | 3D                   | 4D                | 4D                            |
| Reflexii | Punct    | Afină      | Punct    | Afină                | Punct             | Afină                | Punct             | Afină                         |
| 1        | Reflexie | Reflexie   | Reflexie | Reflexie             | Reflexie          | Reflexie             | Reflexie          | Reflexie                      |
| 2        |          | Translație | Rotație  | Translație           | Rotație           | Translație           | Rotație           | Translație                    |
| 3        |          |            |          | Translație– reflexie | Rotație– reflexie | Translație– reflexie | Rotație– reflexie | Translație– reflexie          |
| 4        |          |            |          |                      |                   | Rotație– translație  | Rotație dublă     | Rotație– translație           |
| 5        |          |            |          |                      |                   |                      |                   | Rotație– translație– reflexie |

## Simetrie de reflexie
Simetria de reflexie sau simetria în oglindă este simetria dată de o reflexie.
Într-un spațiu unidimensional simetria poate fi față de un punct, într-unul bidimensional și față de o axă de simetrie (dreaptă), iar în tridimensional și față de un plan de simetrie. O figură pentru care fiecare punct are o aplicație biunivocă pe alta, echidistantă de ea și pe partea opusă a unui plan comun se numește imagine în oglindă.
Axa de simetrie a unei figuri bidimensionale este o dreaptă. Dacă este construită o perpendiculară pe axă, oricare două puncte situate pe perpendiculară la distanțe egale de axa de simetrie sunt simetrice („în oglindă”). Un alt mod de a imagina asta este că dacă forma ar fi pliată în două pe axă, cele două jumătăți ar fi identice. De exemplu, un pătrat are patru axe de simetrie, deoarece există patru moduri diferite de a-l plia suprapunându-i laturile. Un alt exemplu ar fi cel al unui cerc, care, din același motiv, are infinit de multe axe de simetrie, care trec prin centrul său.
Dacă litera T este reflectată față de o axă verticală, apare la fel. Aceasta se numește uneori simetrie verticală. Astfel, se poate descrie acest fenomen fără echivoc spunând că „T are o axă de simetrie verticală” sau că „T are simetrie stânga-dreapta”.
Triunghiurile cu simetrie de reflexie sunt isoscele, patrulaterele cu această simetrie sunt romboizi sau trapeze isoscele.
Pentru fiecare linie sau plan de reflexie, grupul de simetrie este izomorf cu Cs, unul dintre trei tipuri de ordinul doi (involuții), deci algebric izomorf cu C2. Domeniul fundamental este un semiplan sau un semispațiu.

## Simetria față de un punct și alte izometrii involutive

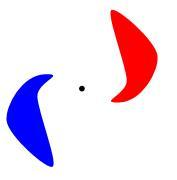
În 2 dimensiuni o simetrie față de un punct este o rotație de 180°

Simetria de reflexie poate fi generalizată la alte izometrii dintr-un spațiu m-dimensional, fiind involuții, cum ar fi
(x1, ..., xm) ↦ (−x1, ..., −xk, xk+1, ..., xm)
într-un sistem de coordonate carteziene. Acestea reflectă spațiul față de un subspațiu afin (m−k)-dimensional. Dacă k = m, atunci o asemenea transformare este cunoscută ca simetrie față de un punct sau inversiune față de un punct. Într-un plan (m = 2), o simetrie față de un punct este „o jumătate de rotație” (180°). Simetrie antipodală este o altă expresie pentru simetria față de un punct (sau față de origine).
O astfel de „reflexie” conservă orientarea dacă și numai dacă k este un număr par. Aceasta implică faptul că pentru un spațiu tridimensional (m = 3), ca și pentru alte spații cu dimensiuni mimpare, o reflexie a punctului modifică orientarea spațiului, ca o simetrie în oglindă. Asta explică de ce în fizică, termenul P-simetrie (P înseamnă paritate) este folosit atât pentru reflexia punctelor, cât și pentru simetria în oglindă. Deoarece o reflexie punctuală în tridimensional schimbă un sistem de coordonate pe stânga într-un sistem de coordonate pe dreapta, simetria față de un punct se numește și simetrie stânga-dreapta.

## Simetrie de rotație

Un triskelion are o simetrie de rotație trilobată

Simetria de rotație este o simetrie față de unele, sau chiar toate rotațiile din spațiul euclidian m-dimensional. Rotațiile sunt izometrii directe, care sunt izometrii care păstrează orientarea. Prin urmare, un grup de simetrie al simetriilor de rotație este un subgrup al grupului euclidian special SE(3) (sau E+(m) ).
Simetria față de toate rotațiile față de toate punctele implică simetria de translație față de toate translațiile (deoarece translațiile sunt compuneri de rotații față de puncte diferite), iar grupul de simetrie este întregul E+(m). Acest lucru nu se aplică obiectelor, deoarece presupune un spațiu omogen, dar se poate aplica legilor fizice.
Pentru simetria rotațiilor față de un punct se poate lua acel punct ca origine. Aceste rotații formează grupul ortogonal special SO(m), care poate fi reprezentat de grupul matricilor ortogonale⁠(d) m × m cu determinant 1. Pentru m = 3, acesta este grupul de rotație SO(3).
Spus puțin diferit, grupul de rotație al unui obiect este grupul de simetrie din cadrul E+(m), grupul mișcărilor rigide; adică intersecția grupului de simetrie completă și a grupului de mișcări rigide. Pentru obiectele chirale, este la fel ca grupul de simetrie completă.
Legile fizicii sunt invariante față de SO(3) dacă nu disting direcții diferite în spațiu. Datorită teoremei lui Noether⁠(d), simetria de rotație a unui sistem fizic este echivalentă cu conservarea momentului cinetic.

## Simetrie de translație

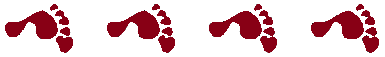
Un model de friză cu simetrie de translație

Simetria de translație lasă un obiect invariant față de un grup discret sau continuu de translații {\displaystyle \scriptstyle T_{a}(p)\;=\;p\,+\,a}. Ilustrația din dreapta arată patru figuri congruente generate de translații. Dacă linia figurilor s-ar extinde până la infinit în ambele direcții, atunci ar avea o simetrie de translație discretă; orice translație care a aplicat o figură pe alta ar lăsa întreaga linie neschimbată.

## Simetrie de reflexie translată

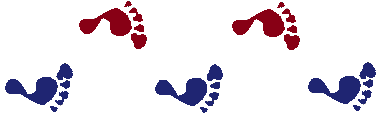
Un model de friză cu simetrie de reflexie translată

În bidimensional o simetrie de reflexie translată este o reflexie din plan față de o axă compusă cu o translație lungul axei. Are ca rezultat același obiect. Compunerea a două reflexii translate are ca rezultat o simetrie de translație cu dublul vectorului de translație. Grupul de simetrie care cuprinde reflexiile și translațiile asociate este grupul de frize p11g și este izomorf cu grupul ciclic infinit Z.

### Simetrie de rotație–reflexie

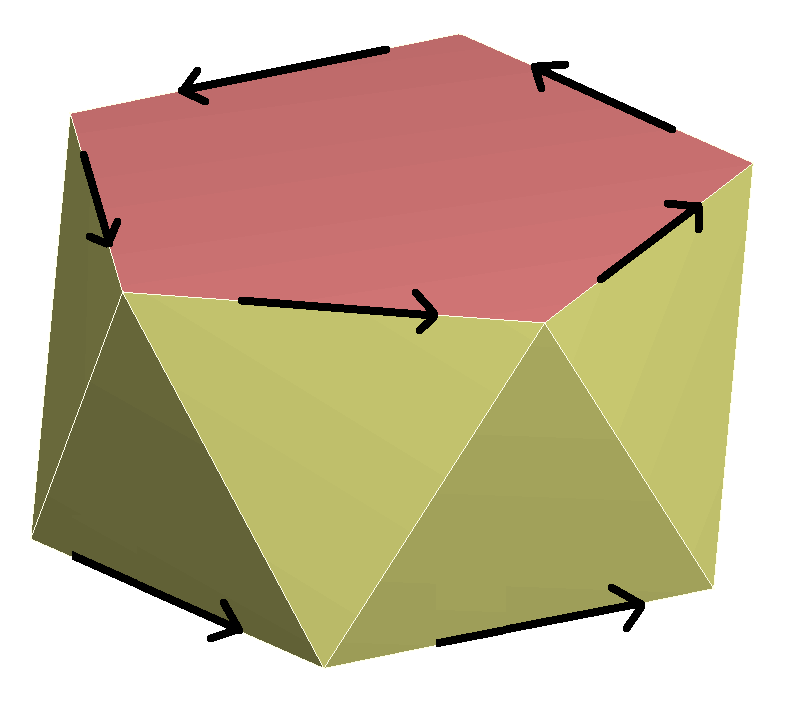
O antiprismă pentagonală cu laturile marcate prezintă o simetrie de rotație–reflexie de ordinul 10

În tridimensional 3D, o rotație–reflexie, este o rotație în jurul unei axe compusă cu o reflexie față de un plan perpendicular pe acea axă. Grupurile de simetrie asociate cu rotația–reflexia:
- Dacă rotația nu este un multiplu de 360°, grupul de simetrie nu este unul discret.
- Dacă rotația–reflexia are un număr de 2n rotații cu un unghi de 180°/n, grupul de simetrie este S2n de ordinul 2n (a nu se confunda cu grupurile de simetrie la care se folosesc aceleași notații; grupul abstract este C2n). Un caz particular este n = 1, o inversiune față de un punct, deoarece nu depinde de axă și plan, fiind caracterizat doar de punctul de inversiune.
- Grupul Cnh (unghi de 360°/n); pentru n impar, acesta este generat de o singură simetrie, iar grupul abstract este C2n”, pentru n par. Aceasta nu este o simetrie de bază, ci o compunere.

## Simetrie elicoidală

Curba unei elice

În geometria tridimensională și dimensiuni superioare, o axă elicoidală (sau translație rotativă) este o compunere dintre o rotație și o translație de-a lungul axei de rotație.
Simetria elicoidală este tipul de simetrie văzut în obiecte ca arcuri sau burghie. Conceptul de simetrie elicoidală poate fi văzut ca traiectoria în spațiul tridimensional a unui obiect rotit cu viteză unghiulară constantă, în timp ce este translat cu o viteză liniară constantă de-a lungul axei sale de rotație. În orice moment, aceste două mișcări se compun pentru a da un „unghi de înfășurare” care ajută la definirea proprietăților elicei trasate. Când obiectul în discuție se rotește rapid și se translează încet, unghiul de înfășurare va fi aproape de 0°. În schimb, dacă obiectul se rotește încet și se translează rapid, unghiul de înfășurare se va apropia de 90°.

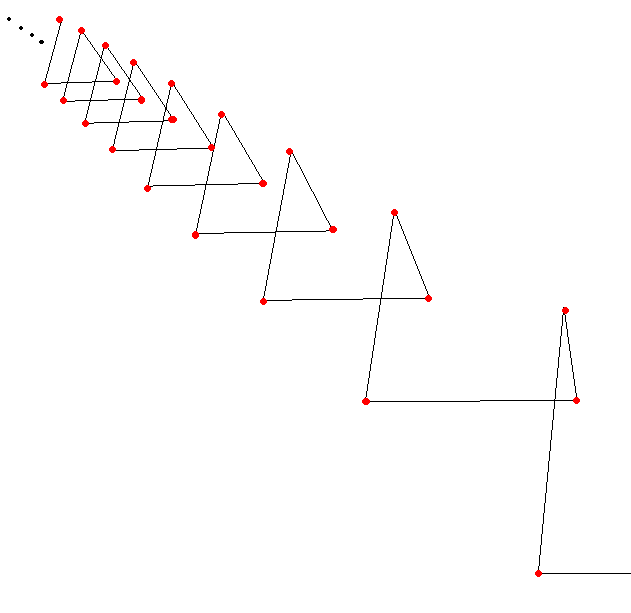
Apeirogonul elicoidal din imagine, prezentat într-o proiecție în perspectivă are o simetrie elicoidală discretă (aici cu 3 poziții)

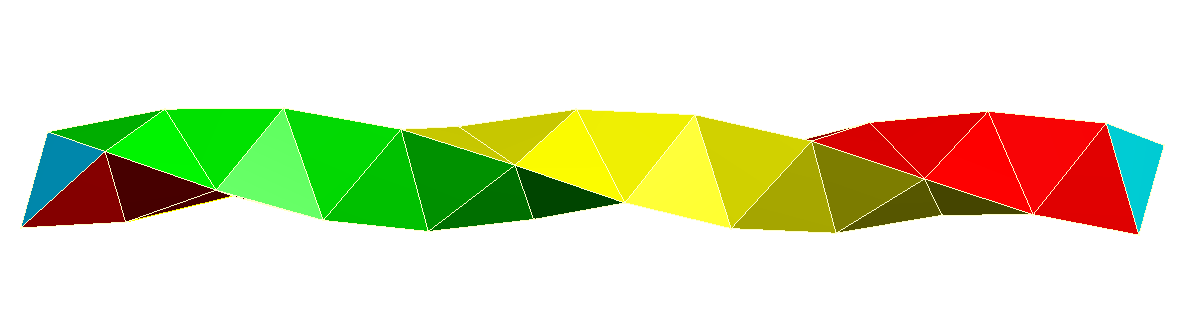
Elice Boerdijk–Coxeter, formată din tetraedre regulate augmentate, este un exemplu de simetrie elicoidală neperiodică

Se pot distinge trei clase principale de simetrie elicoidală, bazate pe unghiul de înfășurare și simetriile de translație de-a lungul axei:
- Simetrie elicoidală infinită: Dacă nu există trăsături distinctive pe lungimea elicei sau a unui obiect asemănător unei elice, obiectul va avea o simetrie infinită la fel ca aceea a unui cerc, dar cu cerința de translație de-a lungul axei obiectului pentru a se obține aspectul inițial.[28] Un obiect asemănător unei elice este cel care are în fiecare punct unghiul regulat de înfășurare al unei elice, dar care poate avea și o secțiune transversală de o complexitate arbitrară (chiar și ridicată), cu condiția doar ca secțiunea să se conserve după rotație în fiecare punct de pe lungimea obiectului. Exemple simple sunt arcuri și burghie. Mai precis, un obiect are simetrii elicoidale infinite dacă pentru orice rotație mică a obiectului în jurul axei sale centrale, există un punct în apropiere (distanța de translație) pe acea axă, în care obiectul va apărea exact așa cum a fost înainte. Această simetrie elicoidală infinită dă naștere la iluzia de mișcare de-a lungul unui filet care este rotit. De asemenea, oferă proprietatea, utilă mecanic, a unor astfel de dispozitive de a deplasa materiale de-a lungul lungimii lor, cu condiția ca acestea să fie combinate cu o forță precum gravitația sau frecarea, care permite materialelor să nu se rotească împreună cu dispozitivul.

- simetrie elicoidală cu „n” poziții: Dacă condiția ca fiecare secțiune transversală a obiectului elicoidal să fie identică este relaxată, atunci ar fi posibile simetriile elicoidale mai mici. De exemplu, secțiunea transversală a obiectului elicoidal se poate schimba, dar se poate repeta în mod regulat de-a lungul axei obiectului elicoidal. În consecință, obiectele de acest tip vor prezenta o simetrie după o rotație cu un unghi fix θ și o translație cu o anumită distanță fixă, dar în general nu vor fi invariante pentru niciun unghi de rotație. Dacă unghiul de rotație la care apare simetria se împarte uniform într-un cerc complet (360°), atunci rezultatul este echivalentul elicoidal al unui poligon regulat. Acest caz se numește simetrie elicoidală cu „n” poziții, unde n = 360°. Acest concept poate fi generalizat în continuare pentru a include cazuri în care mθ este un multiplu de 360°, adică ciclul se repetă la un moment dat, dar numai după mai mult de o rotație completă a obiectului elicoidal.

- Simetrie elicoidală care nu se repetă: Acesta este cazul în care unghiul de rotație θ pentru care apare simetria este irațional. Unghiul de rotație nu se repetă niciodată exact, indiferent de câte ori este rotită elicea. Astfel de simetrii sunt create utilizând un grup de puncte în două dimensiuni care nu se repetă. ADN, cu aproximativ 10,5 perechi de baze pe rotație, este un exemplu de acest tip de simetrie elicoidală.[29]

## Simetria rotațiilor duble

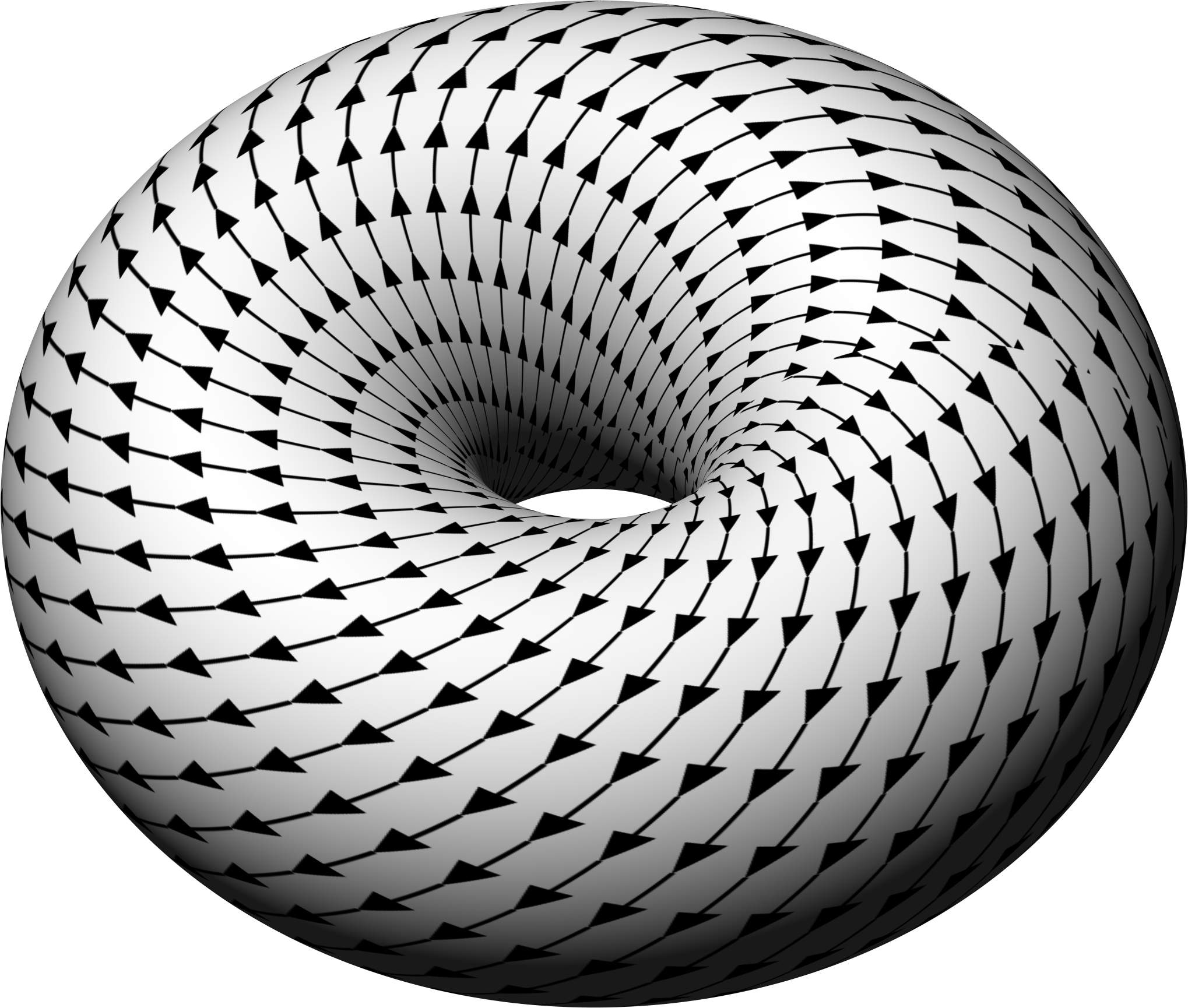
O proiecție stereografică în 3D a unui tor Clifford cvadridimensional arată ca un tor. O rotație dublă poate fi văzută ca o mișcare elicoidală pe acel tor

În spațiul cvadridimensional o simetrie a unei rotații duble poate fi generată ca o compunere a două rotații ortogonale. Este similară cu simetria elicoidală din spațiul tridimensional, fiind o compunere a unei rotații cu o translație ortogonală.

## Simetrii neizometrice
O definiție mai largă a simetriei geometrice permite operații dintr-un grup mai mare decât grupul euclidian de izometrii. Exemple de grupuri geometrice mai mari de simetrie sunt:
- Grupul transformărilor de similaritate;[31] adică transformări afine reprezentate de o matrice A care este produsul dintre un scalar și o matrice ortogonală. Astfel se adaugă omotetiile, autosimilitudinea este considerată o simetrie.
- Grupul de transformări afine reprezentat de o matrice A cu determinantul 1 sau −1; adică transformările care conservă aria.[32] Asta adaugă, de exemplu, simetria de reflexie oblică.
- Grupul tuturor transformărilor afine bijective.
- Grupul transformărilor Möbius care conservă raporturile anarmonice. Aceasta adaugă, de exemplu, reflexii cum ar fi reflexia cercului pe plan.

În programul Erlangen al lui Felix Klein, fiecare grup de simetrii posibil definește o geometrie în care obiectele care sunt legate de un membru al grupului de simetrie sunt considerate echivalente. De exemplu, grupul euclidian definește geometria euclidiană, în timp ce grupul transformărilor Möbius definește geometria proiectivă.

## Simetria de scalare și fractalii

O mulțime Julia are simetrie de scalare

Simetria de scalare înseamnă că, dacă un obiect este extins sau redus în dimensiune, noul obiect are aceleași proprietăți ca și cel inițial. Acest lucru nu este adevărat pentru majoritatea sistemelor fizice, martor al diferenței fiind forma picioarelor unui elefant respectiv a unui șoarece. Similar, dacă o lumânare din ceară ar fi mărită la dimensiunea unui copac înalt, s-ar prăbuși imediat sub propria greutate. (Forțele cresc cu volumul, iar secțiunile cu suprafața, deci solicitările cresc liniar cu dimensiunea.)
O formă mai subtilă a simetrie de scalare este demonstrată de fractali. Așa cum au fost concepuți de Benoît Mandelbrot, fractalii sunt un concept matematic în care structura unei forme complexe arată similar la orice grad de mărire, aspect bine ilustrat de mulțimile Mandelbrot. O coastă maritimă este un exemplu de fractal care apare în mod natural, deoarece păstrează o complexitate similară la fiecare nivel, de la o vedere din satelit la o examinare microscopică a modului în care apa erodează granulele de nisip. Un alt exemplu sunt ramurile copacilor, care permit ca mici crenguțe să stea în locul copacilor în diorame.
Deoarece fractalii pot genera apariția tiparelor în natură, ei au o frumusețe și un aspect familiar care nu se văd de obicei la funcțiile generate matematic. Fractalii și-au găsit un loc în grafica digitală, unde capacitatea lor de a crea curbe complexe cu simetrii fractale are ca rezultat lumi virtuale mai realiste.

## Simetrie abstractă

### Abordarea Klein
Felix Klein a asociat fiecărei geometrii un grup de simetrii subiacent. Ierarhia geometriilor este astfel reprezentată matematic ca o ierarhie a acestor  grupuri și invarianților acestora. De exemplu, lungimile, unghiurile și ariile sunt conservate în raport cu grupul euclidian al simetriilor, în timp ce pentru cele mai generale transformări proiective sunt conservate numai structura incidenței și raporturile anarmonice. Noțiunea de paralelism, care este conservată în geometria afină, nu este semnificativă în geometria proiectivă. Apoi, prin abstractizarea grupurilor de simetrie din geometrii, relațiile dintre ele pot fi restabilite la nivel de grup. Deoarece grupul geometriei afine este un subgrup al grupului geometriei proiectivi, orice noțiune invariantă în geometria proiectivă este a priori semnificativă în geometria afină, dar nu și invers. Dacă se adaugă simetriile necesare, se obține o teorie mai puternică, dar cu mai puține concepte și teoreme (care însă vor fi mai profunde și mai generale).

### Abordarea Thurston
William Thurston a introdus o versiune similară a simetriilor în geometrie. O geometrie model este o varietate netedă simplu conexă X împreună cu o acțiune tranzitivă a unui grup Lie G pe X cu stabilizatoare compacte. Grupul Lie poate fi considerat ca fiind grupul de simetrii ale geometriei.
Un model de geometrie se numește maximal dacă G este maxim între grupurile care acționează neted și tranzitiv pe X cu stabilizatori compacți, adică dacă este grupul maxim de simetrii. Uneori această condiție este inclusă în definiția unei geometrii model.
O structură geometrică pe o varietate M este un difeomorfism al M pe X/Γ pentru o anumită geometrie model X, unde Γ este un subgrup discret al G care acționează liber pe X. Dacă o varietate dată admite o structură geometrică, atunci admite una al cărei model este maxim.
O geometrie model tridimensională X este relevantă pentru conjectura de geometrizare dacă este maximală și dacă există cel puțin o varietate compactă cu o structură geometrică modelată pe X. Thurston a clasificat cele 8 geometrii model care îndeplinesc aceste condiții.